# Manuella Lyrio
Manuella Duarte Lyrio (Brasília, 27 de julho de 1989) é uma nadadora brasileira. É recordista sul-americana nos 200 m livre e no revezamento 4x200 metros livre.

## Trajetória esportiva

### 2005–08
Em 9 de setembro de 2005, aos 16 anos de idade, Manuella bateu o recorde sul-americano do revezamento 4x200 metros livre em piscina curta, com a marca de 8m01s78, junto com Paula Baracho, Tatiana Lemos e Joanna Maranhão.
Nos Jogos Pan-Americanos de 2007 no Rio de Janeiro, Manuella obteve a medalha de bronze nos 4x200 metros livre, junto com Monique Ferreira, Tatiana Lemos e Paula Baracho.

### 2009–12
Participou do Campeonato Pan-Pacífico de Natação de 2010 em Irvine, nos Estados Unidos, onde terminou em sexto lugar nos 4x200 metros livre, 23º nos 400 metros livre, 28º nos 200 metros livre e 49º nos 100 metros livre.
Integrou a delegação nacional que disputou os Jogos Pan-Americanos de 2011 em Guadalajara, no México, e ganhou a medalha de prata nos 4x200 metros livre, e ficou em décimo lugar nos 400 metros livre.
Em 14 de março de 2012, Manuella bateu o recorde brasileiro dos 400 metros livre, com o tempo de 4m12s14.
Em 14 de outubro de 2012, Manuella bateu o recorde brasileiro dos 400 metros livres em piscina curta, com a marca de 4m06s57.

### 2013–16
No Campeonato Mundial de Esportes Aquáticos de 2013 em Barcelona, terminou em 22º lugar nos 200 metros livre, batendo o recorde sul-americano com o tempo de 1m59s52. Também terminou em décimo lugar no revezamento 4x200 metros livre, junto com Jéssica Cavalheiro, Carolina Queiroz e Larissa Oliveira.
No Campeonato Mundial de Natação em Piscina Curta de 2014 realizado em Doha, no Qatar, terminou em 23º lugar nos 400 metros livre. Também nadou as eliminatórias do revezamento 4x50 metros livre feminino do Brasil.
Em abril de 2015 participou do Troféu Maria Lenk no Rio de Janeiro, e quebrou o recorde sul-americano do revezamento 4x200 metros livre, com 8m03s22, junto com Joanna Maranhão, Larissa Oliveira e Gabrielle Roncatto.
Nos Jogos Pan-Americanos de 2015 em Toronto, no Canadá, Manuella começou ganhando uma medalha de bronze no revezamento 4×100 metros medley, por participar das eliminatórias da prova. Também terminou em nono lugar nos 200 metros borboleta.  No segundo dia, ela ganhou uma inédita medalha de bronze nos 200 metros livre, batendo o recorde sul-americano com o tempo de 1m58s03. No terceiro dia, ela ganhou a medalha de prata no revezamento 4x200 metros livre, batendo o recorde sul-americano com o tempo de 7m56s36, junto com Larissa Oliveira, Jéssica Cavalheiro e Joanna Maranhão. No quarto dia, ela terminou em quarto lugar nos 400 metros livre, batendo o recorde brasileiro com o tempo de 4m10s92.
No Campeonato Mundial de Esportes Aquáticos de 2015 em Kazan, na Rússia, ela terminou em décimo lugar nos 4x200 metros livre, junto com Jéssica Cavalheiro, Joanna Maranhão e Larissa Oliveira; 15º lugar nos 200 metros livre; e 16º lugar na prova dos 400 metros livre, batendo novamente o recorde brasileiro com o tempo de 4m10s57.
No Open realizado em Palhoça em dezembro de 2015, bateu o recorde brasileiro nos 400 metros livre, com o tempo de 4m09s96.
No Troféu Maria Lenk realizado no Rio de Janeiro em abril de 2016, bateu novamente o recorde brasileiro nos 400 metros livre, com o tempo de 4m09s48.

### Jogos Olímpicos de 2016
Nos Olimpíadas de 2016 no Rio de Janeiro, ela quebrou o recorde Sul-Americano nas eliminatórias dos 200 metros livres, com o tempo de 1m57s28. Ela terminou em 12º nas semifinais. No entanto, ela entrou para a história da natação do Brasil, porque nunca uma mulher brasileira havia conseguido entrar em uma semifinal desta prova. No revezamento 4 × 200 m livre do Brasil, ela quebrou o recorde sul-americano, com o tempo de 7m55s68, juntamente com Jéssica Cavalheiro, Gabrielle Roncatto e Larissa Oliveira, terminando em 11º. Ela também competiu no revezamento 4 × 100 m livre, terminando em 11º.

### 2016–20
Em 12 de setembro de 2016, no Troféu José Finkel (piscina curta), bateu duas vezes o recorde sul-americano nos 200 metros livres, com o tempo de 1m55s90 nas eliminatórias e 1m54s76 na final . Ela também quebrou o recorde sul-americano no revezamento 4 × 200 metros livre, com o tempo de 7m52s71, junto com Joanna Maranhão, Aline Rodrigues e Larissa Oliveira.
No Campeonato Mundial de Natação em Piscina Curta de 2016, na cidade de Windsor, no Canadá, ela foi para a final dos 200 metros livre, terminando em 8º. Ela também terminou em 40º nos 100 m livres.
No Mundial de Esportes Aquáticos de 2017, em Budapeste, ela terminou em 22º lugar nos 100m livres e 21º nos 200m livres.

### Recordes
Manuella é a atual detentora, ou ex-detentora, dos seguintes recordes:
Piscina olímpica (50 metros)
- Recordista sul-americana dos 200 metros livre: 1m57s28, obtidos em 8 de agosto de 2016
- Ex-recordista brasileira dos 400 metros livre: 4m09s96, obtidos em 19 de dezembro de 2015
- Recordista Sul-Americana dos 4x200 metros livre: 7m55s68, obtidos em 10 de agostol de 2016 com Jessica Cavalheiro, Larissa Oliveira e Gabrielle Roncatto.

Piscina semi-olímpica (25 metros)
- Ex-recordista brasileira dos 400 metros livre: 4m06s57, obtidos em 14 de outubro de 2012[13]
- Ex-recordista sul-americana do revezamento 4x200 metros livre: 8m01s78, obtidos em 9 de setembro de 2005, com Paula Baracho, Tatiana Lemos e Joanna Maranhão[4]

### Principais conquistas
- Medalha de prata (4x200 metros livre) e de bronze (200 metros livre e 4x100 metros livre) nos Jogos Pan-Americanos de Toronto em 2015
- Medalha de prata (4x200 metros livre) nos Jogos Pan-Americanos de Guadalajara em 2011
- Medalha de bronze (4x200 metros livre) nos Jogos Pan-Americanos do Rio em 2007